# 卡尔·门格尔 (数学家)
卡尔·门格尔（德語：Karl Menger，1902年1月13日—1985年10月5日）是美籍奧地利数学家。他是经济学家卡爾·門格爾的儿子。
父親是羅馬天主教徒，母親赫敏（1869年-1924年）是猶太人，在當時的社會兩人的結合惹人非議。小卡爾－－他們唯一的兒女－－誕生之後，經濟學家卡爾不得不退出公共社交圈子，並親自向他曾經的「學生」奧地利皇帝法蘭茲·約瑟夫一世求情，在皇帝的特許下小卡爾才「正式」成為他的兒子。
上大學之前，門格爾一直想着要寫戲劇。數學家漢斯·哈恩的一門課引起門格爾的興趣，哈恩也鼓勵門格爾繼續在相關範疇下工夫。後來門格爾患上了結核病，不得不休學一年。在此期間，門格爾寫出維度的數學嚴格定義。（蘇聯數學家烏雷松同期也發展出對維度的定義。烏雷松由溺而於1924年早逝，其成果後來才廣為人知。）此外，門格爾這段期間將父親的遺下未完成的經濟學手稿完成並出版。1924年門格爾在哈恩指導下完成博士論文《關於點集的維度》（德語：Über die Dimensionalität von Punktmengen）。
1928年門格爾出版《維度論》（德語：Dimensiontheorie）。1932年門格爾出版《曲線論》（德語：Kurventheorie），其中提出了對影響圖論發展、在圖的連通性上的門格爾定理。
除了拓樸學兼分析學的貢獻（有以他命名的門格海綿）之外，門格爾也：
- 對數學教育及數學哲學有所鑽研；[1][2][3]
- 提出了經濟學問題聖彼得堡悖論的一個解答；
- 定出了「計程車幾何」一詞；[4]
- 引入概率的概念以解決理論經濟學上的一些問題。

## 外部連結
- 卡尔·门格尔在數學譜系計畫的資料。